# Bhaisajyaraja
Bhaiṣajyarāja is een van de voorlopige bodhisattva's die in de Lotussoetra worden genoemd als degene die deze soetra van Shakyamuni Boeddha overdragen. Men zegt dat deze bodhisattva oneindig herboren wordt om de ziektes te genezen. De Chinese naam luidt medicijnenkoning, als men dit letterlijk vertaalt naar het Nederlands. Bhaiṣajyarāja staat voor de helende kracht van Shakyamuni Boeddha.